# Internationaal belastingrecht
Het internationaal belastingrecht gaat over alle regels die bepalen waar en hoe een bepaald inkomen van een belastingplichtige kan worden belast, hoe dit moet worden beoordeeld en hoe deze moet worden geïnd in een grensoverschrijdende context. Het draait m.a.w. voornamelijk om de vraag welke staat belasting mag heffen.
Het internationaal belastingrecht vindt men terug in dubbelbelastingverdragen. De overgrote meerderheid van de verdragen is gebaseerd op het OESO-Modelverdrag. De Verenigde Naties heeft voor ontwikkelingslanden ook een eigen model ontwikkeld dat bijna identiek is aan OESO-Modelverdrag, op een paar punten na. Het voornaamste verschil tussen beide modellen is dat het model van de OESO vooral aan de woonstaat het recht geeft om te belasten, terwijl in dat van de VN het meestal de bronstaat toekomt.
Staten hebben vaak ook een eigen model, zoals bijvoorbeeld België en de Verenigde Staten.

## OESO-Modelovereenkomst
De OESO-Modelovereenkomst dateert van 1992 en wordt periodiek geüpdatet. De laatste wijziging dateert van 2017. 
Niet enkel de OESO-Modelovereenkomst zelf, maar ook de daarbij horende commentaren zijn belangrijk. De commentaren geven namelijk zeer gedetailleerd weer hoe de Modelovereenkomst moet worden geïnterpreteerd.